# Tempio di Tirta Empul
Il tempio di Tirta Empul (in balinese: Pura Tirta Empul ossia il tempio dell'acqua che sgorga dalla terra) è un tempio balinese dell'acqua (pura tirta) dalle acque sacre (amritha). È situato intorno a una sorgente del fiume Pakerisan nei pressi della città di Tampaksiring, sull'isola di Bali, in Indonesia. 
Il tempio è fondamentale nel sistema di irragazione balinese subak. 

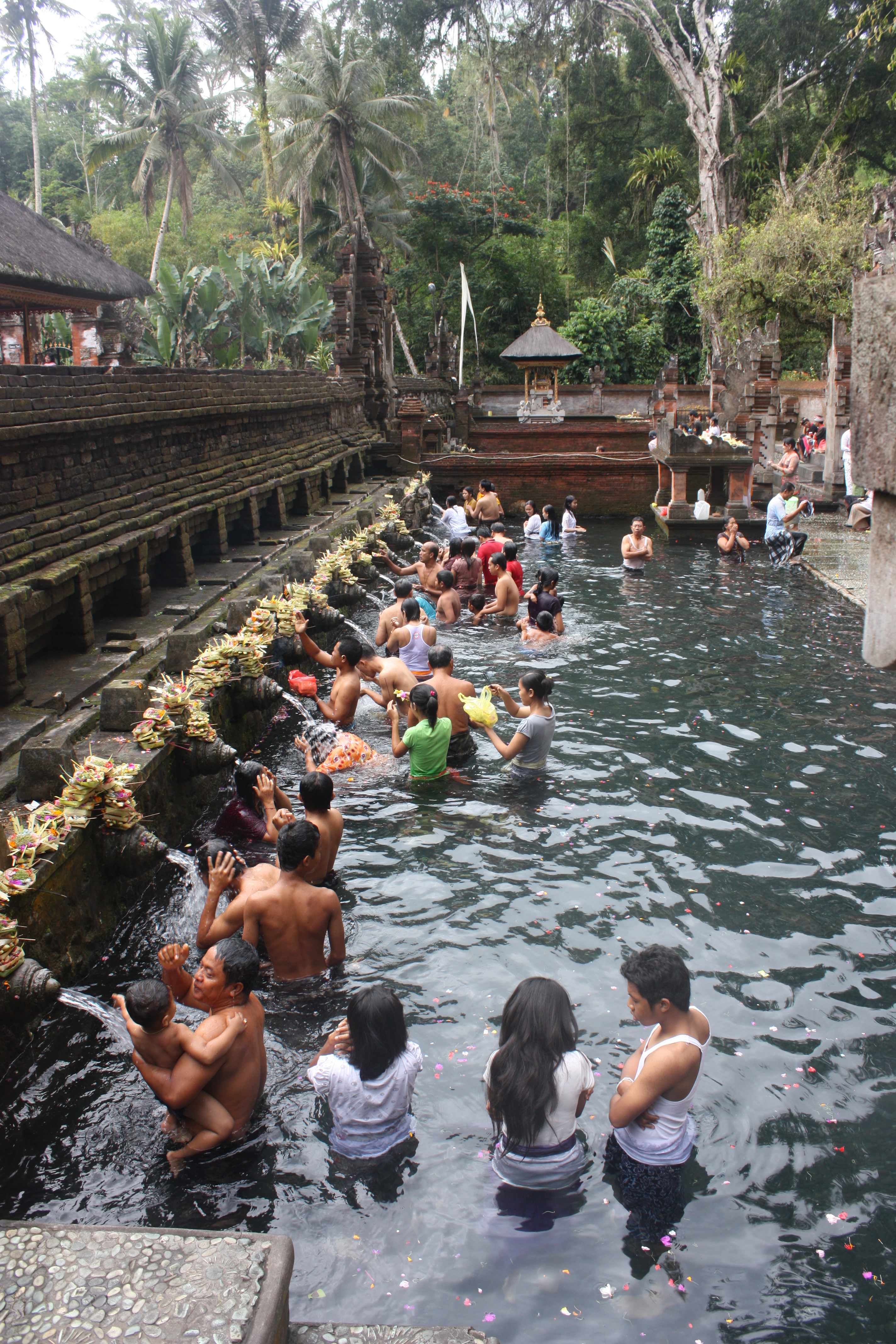
Bagno rituale purificante al tempio di Tirta Empul.

## Descrizione
Il tempio fu costruito nel 962 d. C. 
Dopo un enorme giardino d'ingresso, il Tirta Empul si snoda nella classica suddivisione induista a tre livelli:
- Jaba Pura un primo cortile nel quale si accede da un portale in pietra (candi bengar) ed ingloba una grande vasca di koi e svariati negozietti turistici.
- Jaba Tengah un secondo cortile centrale formato da 2 vasche balneari (petirtaan)[5] e 30 fontane dove gli indù balinesi si recano per il loro bagno rituale purificante.
- Jeroan cortile interno, il luogo più sacro del tempio, pieno di altari di diverse grandezze, una vasca in onore della triade Vishnu-Brahmā-Shiva, statue di altre divinità, alcuni padiglionie votivi (bale) e decorazioni intricatissime dovunque.

## Galleria d'immagini

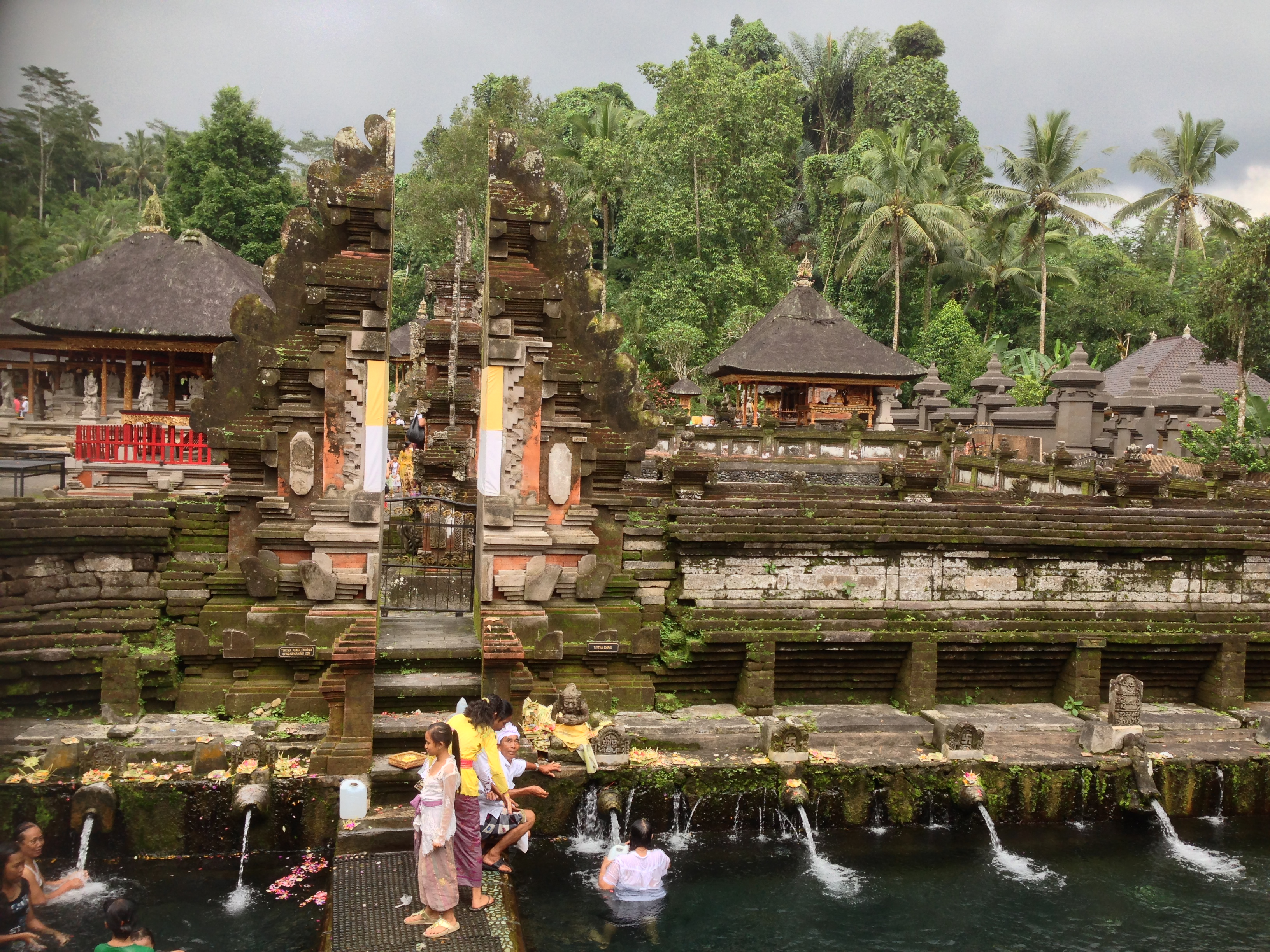
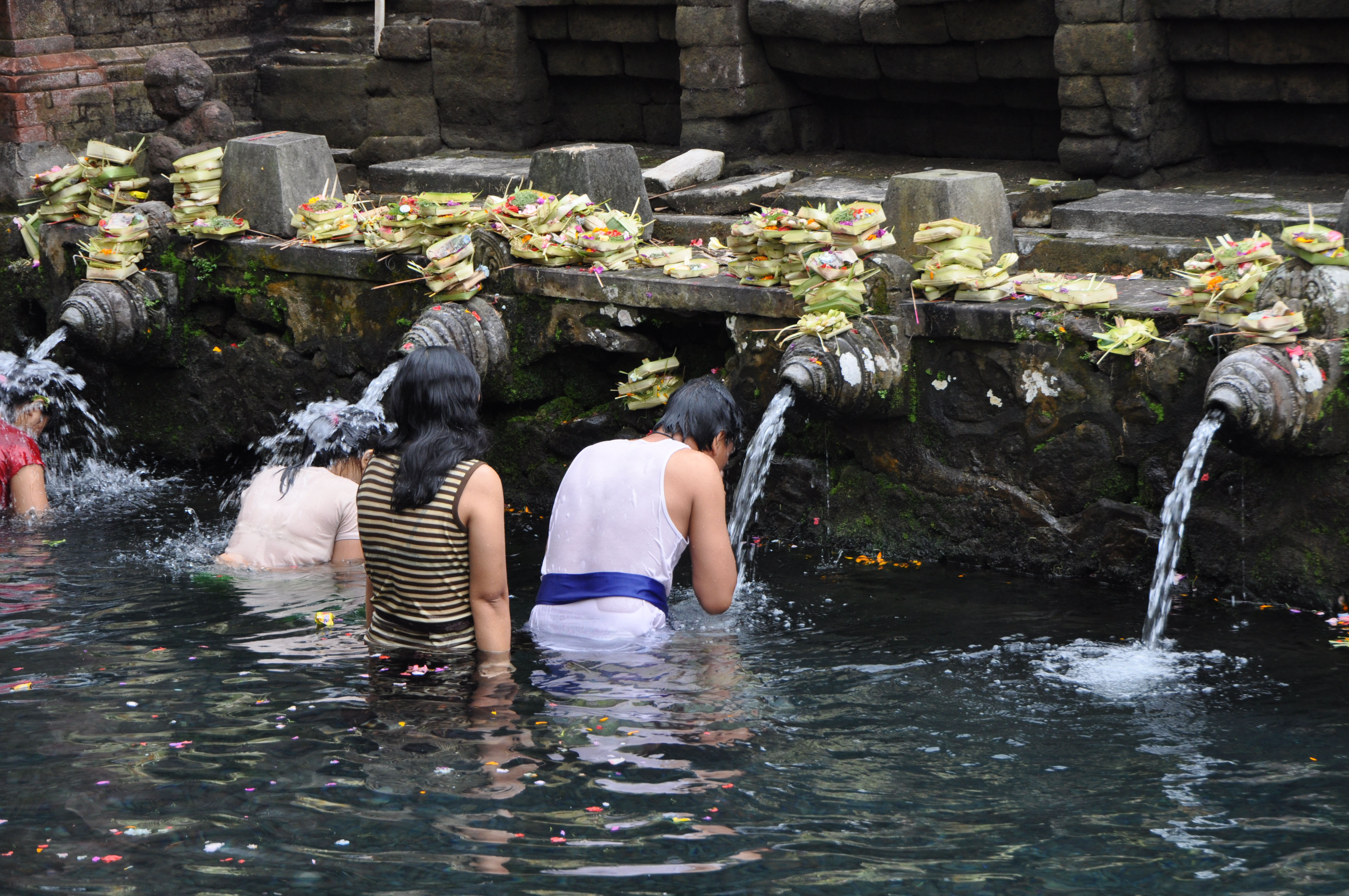
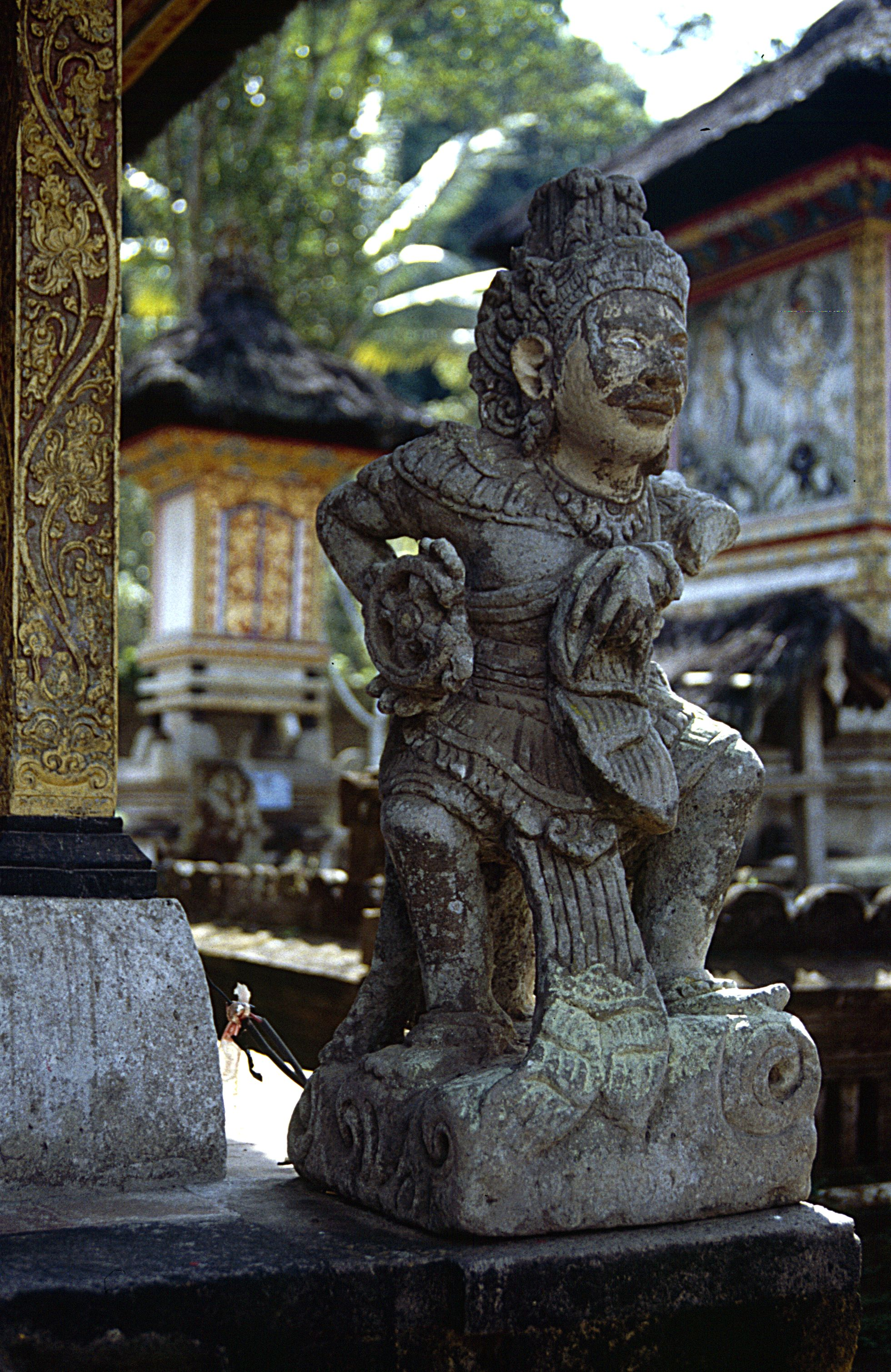